# 田黎明
田黎明（1955年5月—），出生于北京，籍贯安徽合肥，中国国家画院副院长，中国艺术研究院副院长，中国艺术研究院中国画院院长。1991年毕业于中央美术学院中国画系，获文学硕士学位。